# Gerger
Gerger – miasto i dystrykt (tur. ilçe) w prowincji Adıyaman w Turcji. Według danych na rok 2019 miasto zamieszkiwały 17 234 osoby, a gęstość zaludnienia wyniosła 24,62 os./km².

## Klimat
Średnia temperatura wynosi 19 °C. Najcieplejszym miesiącem jest sierpień (30 °C), a najzimniejszym jest styczeń (6 °C). Średnie opady wynoszą 1040 milimetrów rocznie. Najbardziej wilgotnym miesiącem jest grudzień (169 milimetrów opadów), a najbardziej suchym jest lipiec (19 milimetrów opadów). 